# Radovan Ćurčić
Radovan Ćurčić (en serbe en écriture cyrillique : Радован Ћурчић, né le 10 janvier 1972) est un footballeur serbe, devenu entraîneur de football. Il a été le sélectionneur de la Serbie entre 2014 et 2016.